# Acer hillieri
Acer hillieri é uma espécie de árvore do gênero Acer, pertencente à família Aceraceae.